# Opamata kwietniowa
Opamata kwietniowa är en insektsart som beskrevs av Irena Dworakowska 1971. Opamata kwietniowa ingår i släktet Opamata och familjen dvärgstritar. Inga underarter finns listade i Catalogue of Life.